# Branišovice (hradiště)
Branišovice jsou raně středověké hradiště západně od Branišovic u Římova v okrese České Budějovice. Slovanské hradiště na ostrožně nad Malší bylo osídleno v osmém až devátém století. Jeho pozůstatky jsou chráněné jako kulturní památka.

## Historie
Hradiště bylo osídleno v osmém až devátém století, kdy plnilo funkci správního centra okolního kraje, kterou později převzalo hradiště v Doudlebech.
Nejstarší nálezy získané při terénních úpravách lokality na přelomu devatenáctého a dvacátého století se ztratily. Podobně skončily předměty z první poloviny dvacátého století, kdy byly na ploše hradiště nalezeny mimo jiné dva žernovy. První archeologický výzkum hradiště podnikl v roce 1940 Bedřich Dubský a po něm v letech 1962–1963 Bořivoj Nechvátal, který prokázal existenci bočního opevnění.

## Stavební podoba
Hradiště stávalo na ostrožně nad soutokem Malše a Lomského potoka v nadmořské výšce 470–480 metrů. Opevněná plocha měří 2,8 hektaru a je rozdělena na akropoli a dvě předhradí. Na bočních stranách poskytovaly přirozenou ochranu strmé svahy doplněné nad potokem bočním opevněním. Přístupnou jihovýchodní stranu přeťaly v místech zúžení ostrožny tři příčné hradby. Vnější hradba byla dlouhá asi padesát metrů. Dochoval se z ní poškozený val dva metry vysoký a deset metrů široký. Původní hradba byla široká asi 4,5 metru. Postavena byla převážně z kamení a štěrku, ale nálezy zuhelnatělého dřeva dokládají i dřevěné konstrukce a zánik hradby požárem. Podél vnitřní strany hradby vedl asi dva metry široký příkop.
Druhý (prostřední) val se nachází v nejužším místě ostrožny, která je zde 33 metrů široká. Byl vybudován podobným způsobem jako první hradba a dochoval se v délce třicet metrů. Výška valu dosahuje až tří metrů. Za prostředním valem se nacházelo druhé předhradí, do něhož pravděpodobně ústila cesta od brodu přes Malši, která na vrchol ostrožny stoupala jihozápadním úbočím.
Třetí val chránil malou akropoli umístěnou na skalnatém výběžku, která svým rozsahem neumožňovala vybudovat rozsáhlejší osídlení. Samotná akropole i val byly v minulosti silně poškozeny novodobým lomem. Za pozůstatek valu se považuje jeden metr vysoká terasovitá hrana u bývalého Markova domu.